# Senecio doronicum
Senecio doronicum is een kruiskruid dat voorkomt in een aantal Europese gebergten.
In het Duits wordt het  Gemswurz-Greiskraut of Gemswurz-Kreuzkraut genoemd, in het Frans Senecon doronic, in het Italiaans senecione mezzano en in het Slowaaks divjakovski grint. In het Nederlands heeft het geen echte vaste naam, meestal wordt de Duitse naam vertaald als Gemzenkruiskruid of Gemze-Kruiskruid .
De plant wordt 20-60 cm hoog. De stengel is verspreid tot dicht spinnenwebachtig behaard.
De gezaagde tot getande bladeren zijn breed lepelvormig tot breed lancetvormig. De tanden zijn afstaand. Hogere bladeren zijn geleidelijk afnemend in grootte. Aan de voet zijn ze min of meer stengelomvattend. Ze zijn meestal donzig behaard en op vrij grote afstand van elkaar geplaatst.
De gele tot oranjegele bloemhoofdjes hebben een doorsnede van 4-6 cm. Een bloemhoofdje telt tien tot twintig lintbloemen. De omwindselbladen van het bloemhoofdje is wollig behaard. De bloemhoofdjes staan meestal met één tot vijf bijeen, en bevatten naast de reeds genoemde lintbloemen ook goudgele buisbloemen.
De plant is kalkminnend. Ze komt voor op stenige grasvelden en rotspartijen op hoogten tussen de 1200 en 2500 meter.
In Zwitserland en Oostenrijk komt ze redelijk algemeen voor; in de Duitse Alpen komt ze plaatselijk algemeen voor.

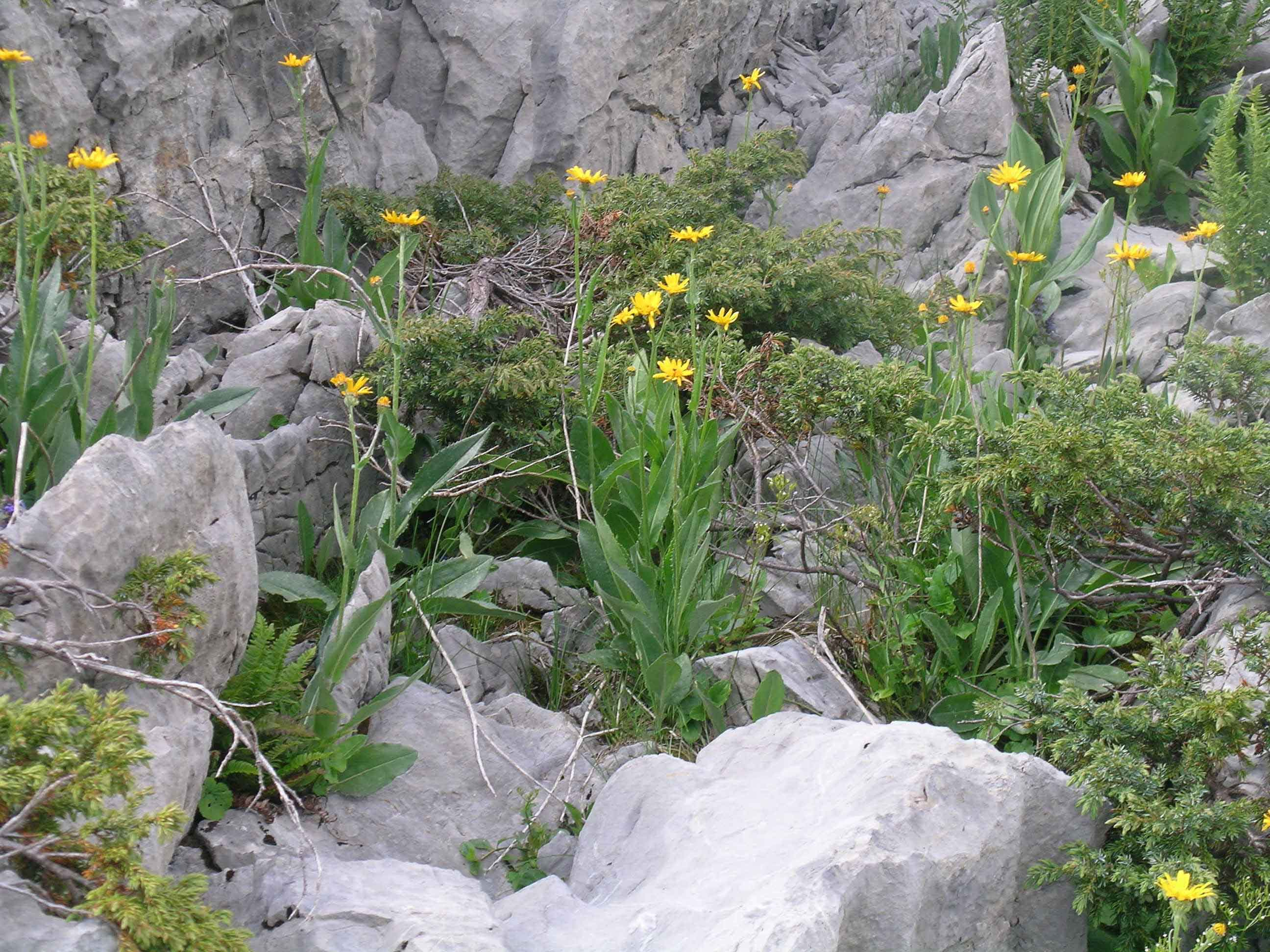

... · 
S. alpinus · 
S. bosniacus · 
S. doronicum · 
S. fluviatilis (Rivierkruiskruid) · 
S. glastifolius · 
S. halleri · 
S. haworthii · 
S. helenitis (Spatelkruiskruid) · 
S. inaequidens (Bezemkruiskruid) · 
S. incanus · 
S. keniensis · 
S. keniodendron · 
S. ovatus (Schaduwkruiskruid) · 
S. squalidus (Glanzend kruiskruid) · 
S. sylvaticus (Boskruiskruid) · 
S. triangularis · 
S. vernalis (Oostelijk kruiskruid) · 
S. viscosus (Kleverig kruiskruid) · 
S. vulgaris (Klein kruiskruid) · 
S. wootonii · 
...